# Гори Баффіна
Гори Баффіна — гірський хребет, що простягнувся північно-східним берегом Баффінової Землі і острова Байлот, частина Арктичних Кордильєр. Їх покриті льодом вершини — одні з найвищих на сході Північної Америки, сягають 1525-2146 метрів над рівнем моря. Баффінові гори — не ізольоване гірське пасмо, розділене водними просторами, а частина набагато більшої гірської системи, Арктичних Кордильєр.

## Географія
Найвища точка — гора Одін висотою 2147 метрів, а одна з найзнаменитіших — Асгард (2015 метрів). Найвища точка північної частини гір —  Кіаївік (1963 метрів). На горах Баффінової Землі немає дерев, вони лежать на північ від арктичної межі лісу. Гори сильно порізані, складені в основному з граніту. Гори Баффіна знаходяться на східному краю Канадського щита.
| №  | Назва         | Висота |
| -- | ------------- | ------ |
| 1  | Одін          | 2147   |
| 2  | Асгард        | 2015   |
| 3  | Кіаївік       | 1963   |
| 4  | Ангілаак      | 1951   |
| 5  | Кісимнгіуктук | 1905   |
| 6  | Укпік         | 1809   |
| 7  | Бестіл        | 1733   |
| 8  | Туле          | 1711   |
| 9  | Ангна         | 1710   |
| 10 | Тор           | 1675   |

## Зледеніння
Гори Баффіна  посічені глибокими фіордами та заледенілими долинами, де лід та сніг лежать між вершинами гір. Снігопади несильні, набагато слабкіші, ніж у горах Святого Іллі на південному сході Аляски і на південному заході Юкону.
Найбільший льодовик гір Баффіна — льодовик Пенні, площею 6000 км². В середину 1990-х років канадські дослідники вивчали характер збільшення і танення Пенні протягом багатьох століть, досліджуючи здобуті бурінням зразки.

## Флора
Гори Баффіна є домівкою для мхів, лишайників і судинних рослин (осокові і пухівки).

## Історія
Одна з перших експедицій у гори Баффіна була зроблена в 1934 році Дж. М. Ворді (англ. J.M Wordie), в її ході були підкорені вершини Піонер та Лонгстафф (англ. Longstaff).
Національний парк Ауюйтук заснували в 1976 році. У ньому знаходиться безліч характерних арктичних ландшафтів — фіорди, льодовики та льодовикові поля. З інуїтської «Ауюйтук» означає «земля, яка ніколи не тане». В 2000 році національний резерват Ауюйтук став повноцінним національним парком.
До контакту з європейцями у горах Баффіна було декілька інуїтських поселень. Першими європейцями, зустріли на Баффінова Землі інуїтів, швидше за все були норвежці, які прибули сюди в XI столітті, проте перша письмова згадка цього острова належить Мартіну Фробишеру, який шукав Північно-Західний прохід, і описав Баффінову Землю в 1576 році.